# Composto quaternário
Em química, um composto quaternário é um íon que consiste numa carga positiva do átomo central com quatro substituintes, especialmente grupos orgânicos (alquila e arila), tirando os átomos de hidrogénio.
Outros exemplos incluem os substituintes R4P+, R4As+ como arsenobetaína, bem como alguns arsénios contendo supercondutores. Os substituintes R4Sb+ e R4Bi+ também têm sido descritos.